# Per Tjernberg
Per Philip Tjernberg, född 16 juli 1957 i Örgryte församling, artistnamn Per Cussion, är en svensk musiker (trummis) och musikproducent. Per Tjernberg är son till skådespelarna Lena Söderblom och Ove Tjernberg och barnbarn till Åke Söderblom.
Tjernberg var 1982–83 medlem i Dag Vag och har bland annat även varit medlem i Archimedes Badkar, Peps Blodsband och Aston Reymers Rivaler. Han har därefter givit ut nio album i eget namn, däribland Don’t Stop (1983), vilken anses vara den första svenska rapskivan.  Spelar sedan 2010 med Wasa Express.

## Diskografi (urval)
Studioalbum
- 1990 – They Call Me
- 1993 – You're Next
- 1995 – The Third Word
- 1997 – No Man's Land (med Mati Klarwein & Per Tjernberg)
- 2000 – Universal Riddim
- 2003 – Don't Stop
- 2005 – Universal Riddim 2
- 2007 – Inside Information
- 2011 – Music Is My Salvation

Singlar
- 1991 – "They Call Me"